# Kostel svatého Víta (Kvílice)
Kostel svatého Víta je římskokatolický filiální kostel římskokatolické farnosti Slaný, která se nachází v katastrálním území obce Kvílice v okrese Kladno. V roce 1978 byl zapsán do Ústředního seznamu kulturních památek České republiky. Památkově je chráněn hřbitov s ohradní zdí, kostelem svatého Víta a polygonální dřevěnou zvonicí.

## Historie
V severním okraji vesnice na nejvyšším místě se nachází hřbitov s kostelem svatého Víta a polygonální dřevěnou zvonicí. První písemná zmínka o kostele pochází z roku 1366. Původní kostel po zásahu bleskem v roce 1884 vyhořel a na jeho místě byl letech 1886–1887 postavený nový kostel podle plánů Rudolfa Štecha. Kostel byl vysvěcen 9. října 1887.

## Architektura

### Exteriér
Kostel je novorománská jednolodní zděná omítaná orientovaná stavba postavena na půdorysu obdélníku s odsazenou půlkruhovou apsidou. Na jižní straně lodi je sakristie a boční vchod s předsíní. Zdivo je smíšené z cihel a otesaných kamenných kvádrů. Fasáda je členěna lizénovými rámy s obloučkovým vlysem. Okna a vchody jsou rámovány plochými šambránami s kvádrovou rustikou v záklenku. Podezdívka kostela je z neomítaného kamene. Západní průčelí je ukončeno trojúhelníkovým štítem s křížem, v ose průčelí je kamenný portál s vloženými sloupky a půlkruhovým tympanonem, ve kterém je reliéf kříže. Prolomený vstup je obdélný s dvojkřídlými dveřmi zdobenými kováním. Nad portálem je rozetové okno a nad ním slepá arkáda ve štítu s oknem ve středním poli. V severní stěně lodi jsou tři okna s půlkruhovým zakončením s kamennou kružbou a se středním sloupkem. V jižním průčelí jsou obdobná okna v první a třetí ose. V druhé a čtvrté ose jsou čtvercové přístavby (boční vchod a sakristie) ukončené trojúhelníkovým štítem s kamenným křížem ve vrcholu. Boční portál s vloženými sloupky v nárožích je ukončen půlkruhovým tympanonem s reliéfem Kristovy pravice.
Loď má sedlovou střechu, která byla krytá bobrovkami a na hřebeni byl plechový osmiboký sanktusník s lucernou a jehlanovou střechou. Z fotografií (např. zdroj  z roku 2017) lze vidět, že střecha je krytá plechem a sanktusník je odstraněný.

### Interiér
Interiér kostela je novorománský se dvěma pevně zabudovanými opukovými oltáři a dřevěnými lavicemi. Loď má obdélníkový půdorys a je zaklenuta čtyřmi poli křížových kleneb s půlkruhovými pasy, které vybíhají z přípor. Klenba je stažena táhly. Loď je osvětlena pěti okny s půlkruhovým záklenkem a v šikmo se rozevírajících špaletách. Na západní straně je rozetové okno. V levém okně v jižní stěně je vitráž znázorňující svatého Václava a svatou Terezii.
Na sloupy s krychlovou hlavicí nasedá půlkruhový triumfální oblouk. Užší půlkruhové kněžiště, které je zaklenuto konchou, je vyvýšené a vedou k němu tři schody. Ve třech půlkruhově ukončených oknech jsou vitráže z roku 1904. V severním je vyobrazen svatý Jan Nepomucký, v jižním Zvěstování Panny Marie a ve středním je ornamentální výzdoba.
Hlavní vchod je obdélný v západním průčelí a vede pod zděnou obdélnou kruchtou, kterou podpírají sloupy s krychlovými hlavicemi a půlkruhovými arkádovými oblouky. Čelní stěna oblouků je zakončena římsou. Zábradlí kruchty je dřevěné. Na kruchtě jsou varhany z roku 1887 od varhanářské firmy Josef Rejna & Josef Černý z Prahy. Varhany mají jeden manuál a sedm rejstříků, mechanickou trakturou a kuželkovou vzdušnicí.
Sakristie má čtvercový půdorys, je zaklenutá křížovou klenbou a osvětlena jedním oknem s půlkruhovým zakončením v jižní stěně.
V interiéru se nachází renesanční cínová křtitelnice z roku 1663.

### Ohradní zeď
Kolem kostela je hřbitov ohrazen kamennou zdí se dvěma vstupy. Na jižní straně je brána s lomeným obloukem, severní vchod je prostý obdélný.